# Travis Willingham
Pour les articles homonymes, voir Willingham.
Travis Willingham, né le 3 août 1981 à Dallas, est un acteur américain.
Il est également connu pour prêter sa voix à des personnages de jeux vidéo et séries télévisées d'animation, et ses rôles dans la web-série Critical Role.

## Biographie

### Études
Travis Willigham, né à Dallas, commence à s'intéresser au théâtre en cinquième année (fin de l'école primaire), après avoir vu un spectacle scolaire. En 1994, il sort diplômé du lycée Woodrow Wilson à Dallas, et part étudier à la Texas Christian University, avec une bourse de théâtre, où il obtient une licence des arts du spectacle en 2003,.

### Carrière
Travis Willigham découvre le métier de doubleur pendant ses études à l'université, en devant fan de Dragon Ball Z. Laura Bailey, une connaissance dans leur agence commune, prête alors sa voix pour l'un des personnages ; Travis essai de prendre contact avec elle pour obtenir une audition. Bien qu'elle lui dise qu'elle parlera de lui, l'actrice - qui deviendra sa femme bien plus tard - oublie pendant deux ans.
En 2003, il est approché par un directeur de Funimation qui lui propose de passer des auditions pour le doublage de Fullmetal Alchemist, pour le rôle de Roy Mustang, le rôle le plus connu de sa carrière,  qu'il a ensuite reprise dans Fullmetal Alchemist: Brotherhood.
Il déménage ensuite à Los Angeles, pour développer sa carrière d'acteur. Il y fera beaucoup de petits jobs (dont barman, valet et serveur), mais finira par remporter des rôles, notamment pour prêter sa voix à Hulk et la Torche humaine dans Super Hero Squad, et surtout Thor dans Avengers Rassemblement et d'autres séries animées de l'univers Marvel. Parmi ses autres rôles notables dans le doublage d’animés : Portgas D. Ace dans One Piece (version re-doublée par Funimation), de Takashi Morinozuka dans Host Club, de Zetsu dans Naruto Shippuden, Yu Kanda dans D.Gray-Man, Ginko dans Mushishi ou encore Knuckles dans Sonic (de 2010 à 2018),. 
Depuis 2015, Travis Willingham est l'un des acteurs principaux de la web-série Critical Role, où il a joué les rôles de Grog Strongjaw dans la première campagne ; de Fjord dans la deuxième campagne ; et de sir Bertrand Bell et Chetney Pock O'Pea dans la troisième campagne. Lorsque le succès de la série se cristallise en 2018, Critical Role quitte la plateforme Geek & Sundry, déménage dans de nouveaux studios, ouvre ses propres chaînes Youtube et Twitch, et devient une société éponyme, Critical Role Productions, dont Travis Willingham est le directeur général,. 

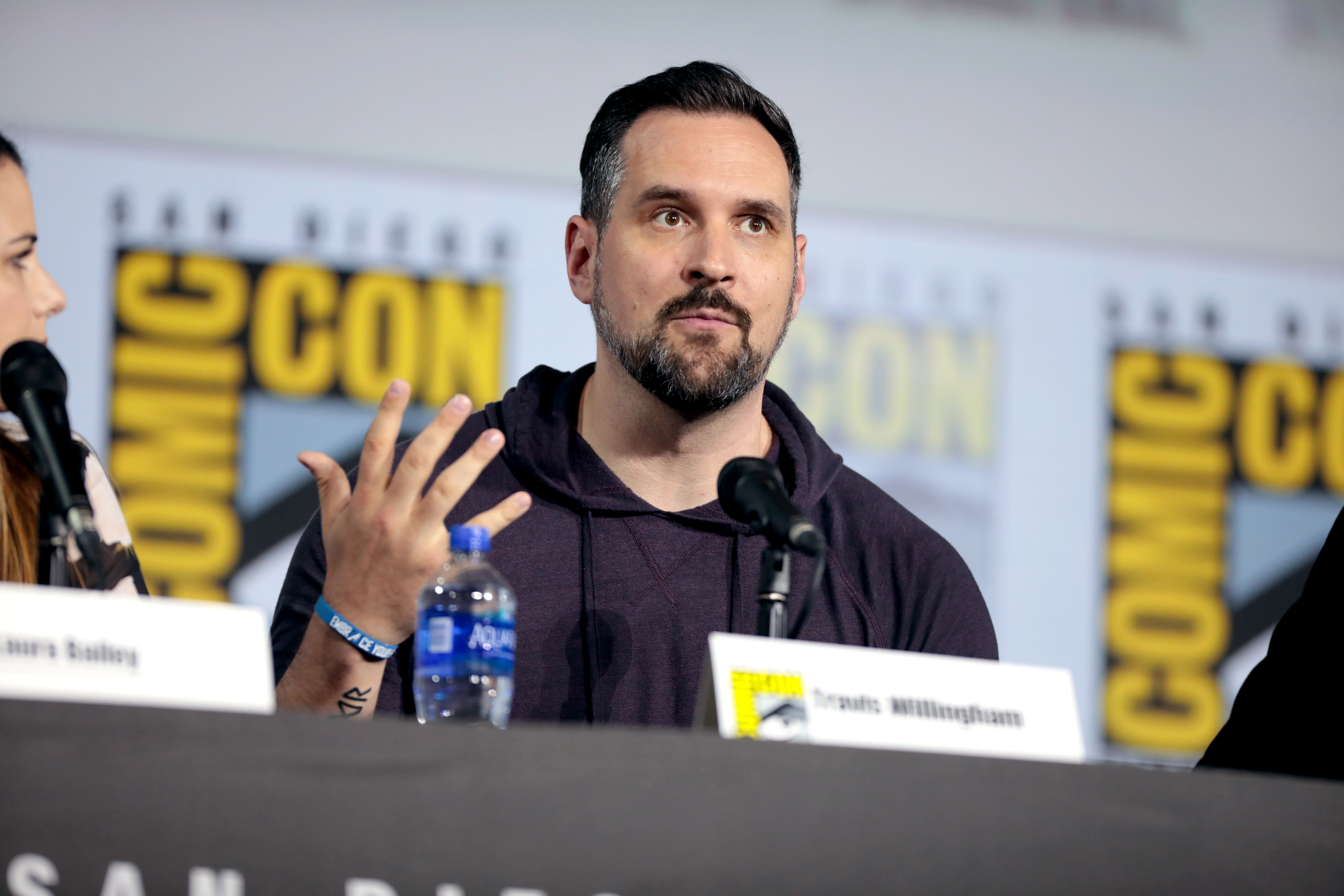
Travis Willingham au San Diego Comic-Con de 2019.

C'est aux côtés de ses co-stars et amis Matthew Mercer (directeur commercial de Critical Role Productions) et Marisha Ray (directrice artistique de Critical Role Productions) que Travis Willingham présente en 2019 le projet Kickstarter pour adapter la première campagne en dessin animé. À la date de la clôture de la campagne de financement le 19 avril 2019, plus de 11,3 millions de dollars avaient été récoltés, battant plusieurs records de financement participatif. En novembre 2019, Amazon Prime Video acquiert les droits de diffusion de La Légende de Vox Machina : Travis Willingham y reprend son rôle de Grog Strongjaw.

### Vie privée
Travis a un jeune frère. 

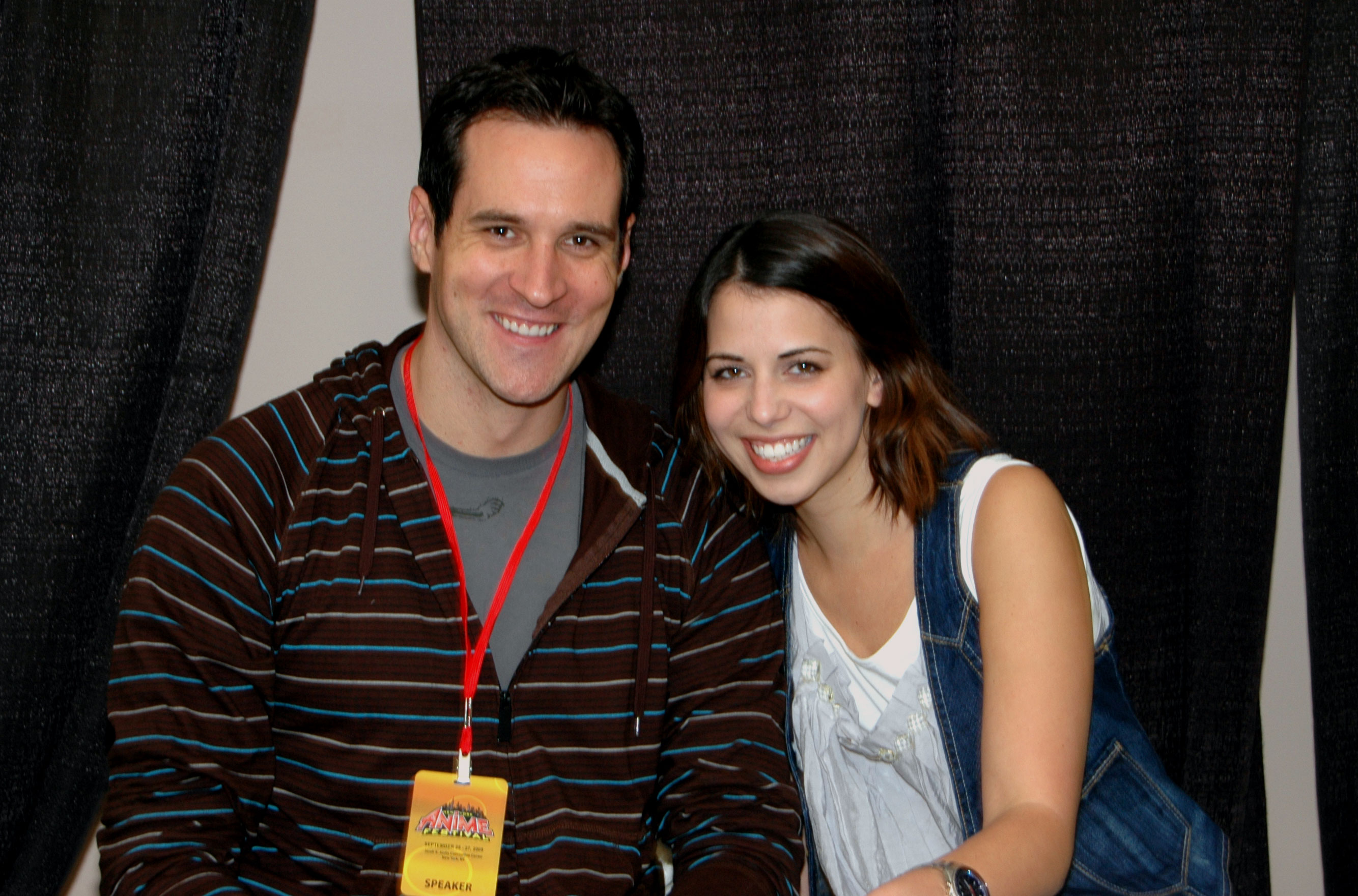
Travis Willingham et sa femme Laura Bailey en 2009.

Travis ayant été un enfant hyperactif, son enfance s'est faite avec beaucoup d'activités scolaires et extrascolaires, notamment en faisant beaucoup de sport. Néanmoins, les activités artistiques comme le théâtre ont pris énormément de place quand il se proposa pour aider deux camarades de classe pour une lecture publique.
En 1995, il devient orphelin de père. 
Il est un supporter de l'équipe de football américain Dallas Cowboys.
Depuis le 25 septembre 2011, il est marié à l'actrice Laura Bailey sa petite amie de longue date. Ils vivent à Los Angeles. Ensemble, ils ont un fils, né le 30 juin 2018, prénommé Ronin,.
Il pratique également le Triathlon. Quand il était au lycée, Travis faisait du football américain et de la natation.

## Filmographie

### Cinéma

#### Longs métrages
- 2003 : Le Secret des frères McCann (Secondhand Lions) de Tim McCanlies (en) : Hood
- 2003 : Prison-A-Go-Go! (en) de Barak Epstein : Dr. Hurtrider
- 2006 : Coast Guards (The Guardian) de Andrew Davis : Travis Finley
- 2009 : Escapade fatale (A Perfect Getaway) de David Twohy : Tommy
- 2016 : The Phoenix Incident (en) de Keith Arem : Mitch Adams

### Télévision

#### Série télévisée
- 2009 : Nip/Tuck : Big Jane (épisode 3, saison 6)

#### Web-séries
- 2011-2013 : Shelf Life : Hero Man
- Depuis 2015 : Critical Role : Grog Strongjaw (1ère campagne), Fjord (2ème campagne), Sir Bertrand Bell (3ème campagne), Chetney Pock'O'Pea (3ème campagne)
- 2019: UnDeadwood: Révérend Mason

## Doublage de voix

### Cinéma

#### Films d'animations
- 1994 : Dragon Ball Z : Rivaux dangereux : un villageois
- 2002 : Blue Gender : operateur A
- 2004 : Ghost in the Shell 2: Innocence : Kim
- 2005 : Fullmetal Alchemist: Conqueror of Shamballa : Roy Mustang
- 2006 : Mushishi (film) : Ginko
- 2006 : Hana : Yokokawa
- 2006 : Bleach: Memories of Nobody : Akon
- 2007 : Vexille : commandant Leon Fayden
- 2007 : Bleach: The Diamond Dust Rebellion : Hyorinmaru
- 2010 : Bleach: Hell Verse : Kokuto
- 2011 : Sengoku Basara: The Last Party (en) : Katakura Kojuro
- 2011 : Fullmetal Alchemist : L'Étoile sacrée de Milos : Roy Mustang
- 2011 : Little Big Panda (en) : Brutus
- 2012 : Fullmetal Alchemist : L'Étoile sacrée de Milos : Roy Mustang
- 2012 : Tiger et Bunny : Antonio Lopez / Rock Bison
- 2012 : Naruto Shippuden: Road to Ninja : Zetsu
- 2012 : Animen: The Galactic Battle : Major Reddix
- 2013 : Scooby-Doo et le Fantôme de l'Opéra : Waldo
- 2013 : Lego Marvel Super Heroes : contrôle maximum : Thor
- 2014 : Tiger & Bunny : Antonio Lopez / Rock Bison
- 2014 : The Marvel Experience : Thor
- 2014 : Les Aventures de la Ligue des justiciers : Piège temporel : Gorilla Grodd
- 2015 : Marvel Super Heroes : Avengers, tous ensemble ! : Thor / Yellowjacket
- 2016 : Batman : Mauvais Sang : Heretic
- 2017 : LEGO Marvel Super Heroes - Guardians of the Galaxy : The Thanos Threat : Thor
- 2020 : Ben 10 contre l'Univers : Cannonbolt
- 2020 : Superman: Red Son (film) : Petrovitch / Divers

### Télévision

#### Séries d'animations
- 2001-2011 : One Piece (série télevisée): Portgas D. Ace
- 2003-2004 : Fullmetal Alchemist: Roy Mustang
- 2005-2006 : naruto: Yokata / Hachidai
- 2005-2006 : Mushishi: Ginko
- 2006-2007 : Code Geass: Andreas Darlton
- 2006-2007 : D.Gray-Man: Yu Kanda
- 2007-2012 : Bleach (série télévisée d'animation): Kugo Ginjo
- 2007-2016 : Naruto Shippuden: Zetsu / Fudô / Jugo
- 2008 : Vampire Knight: Toga Yagari
- 2008-2009 : Soul Eater: Free
- 2009-2011 : The Super Hero Squad Show : Hulk / Iron Fist / La Torche humaine / Skurge
- 2009-2012: Fullmetal Alchemist : Brotherhood: Roy Mustang
- 2010 : G.I. Joe: Renegades (en) : Sully
- 2011 : Tiger et Bunny : Antonio Lopez
- 2012 : La Légende de Korra : Ganbat
- 2012-2015 : Ultimate Spider-Man : Thor / Skurge / Wodin
- Depuis 2012 : Princesse Sofia (Sofia the First) : le roi Roland II
- 2012-2019 : Avengers Rassemblement : Thor / Henry Camp / Bulldozer / Trick Shot / Skurge
- 2013-2015 : Hulk et les Agents du S.M.A.S.H. : Thor
- 2013 : Phinéas et Ferb : Mission Marvel : Thor
- 2014 : La Legende de Korra : Ganbat
- 2014-2015 : Regular Show : Stash, Rich Steve et autres..
- Depuis 2014 : Sonic Boom : Knuckles
- 2015 : DC Super Friends : Lex Luthor
- 2015-2017 : DC Super Hero Girls: Gorilla Grodd
- Depuis 2015 : Les Gardiens de la Galaxie : Thor / Hogun
- 2016 : Camp Camp : Cameron Campbell
- Depuis 2016 : Ben 10 : Boulet de Canon / Sydney
- 2017 : Justice League Action : Bizarro
- 2017 : Billy Dilley en Vacances Souterraines : Zartan
- 2017-2020 : Spider-Man (série télévisée d'animation) : Thor / Sandman / Flint Marko
- 2017 : Trop cool, Scooby-Doo !: Dorbin
- 2018 : Stream of Many Eyes: Grog Strongjaw
- Depuis 2022: The Legend of Vox Machina: Grog Strongjaw

### Jeux vidéo
- 2005 : Fullmetal Alchemist 2: Curse of the Crimson Elixir : Roy Mustang
- 2005 : Fullmetal Alchemist and the Broken Angel : Roy Mustang
- 2006 : Valkyrie Profile 2: Silmeria : Woltar, Alm, Adonis, Aegis, Gabriel Celeste
- 2007 : Dawn of Mana : Stroud
- 2007 : Time Crisis 4 : Evan Bernard
- 2008 : Dynasty Warriors 6 : Zhang Liao/Xu Huang/Zhou Tai
- 2008 : One Piece: Unlimited Adventure : Portgas D. Ace
- 2008 : Tales of Vesperia : Clint
- 2008 : Guitar Hero World Tour : voix additionnelles
- 2008 : The Last Remnant : Torgal
- 2008 : The World Ends with You : Yodai Higashizawa
- 2009-2016 : Street Fighter (saga) : Guile
- 2010 : Transformers : La Guerre pour Cybertron : Skywarp
- 2010 : Call of Duty: Black Ops : Sergei / voix additionnelles
- depuis 2010 : Sonic (saga) : Knuckles
- 2011 : Fight Night Champion : Issac Frost
- 2011 : Battlefield 3 : Ralph Pogosian
- 2011 : Catherine : Jonathan "Jonny" Ariga
- 2011 : Transformers 3 : La Face cachée de la Lune : Stratosphere
- 2012 : Binary Domain : Dan Marshall
- 2012 : Halo 4 : Jul 'Mdama
- 2012 : Lego Batman 2: DC Super Heroes : Superman
- 2013-2016 : Disney Infinity (saga) : Thor
- 2013 : Aliens: Colonial Marines : O'Neal
- 2013 : Fire Emblem: Awakening : Brady / Lon'zu
- 2013 : Fuse : Raven Guard / Grigori
- 2013 : Killer is Dead : Hamada-Yama
- 2013-2016 : Naruto (saga) : Jugo / Zetsu
- 2013 : Metal Gear Rising: Revengeance : Dolzaev
- depuis 2013 : Skylander : Doom Sone / Eye-Brawl / Buzz
- 2014 : Lego Batman 3 : Au-delà de Gotham : Superman
- 2014 : La Terre du Milieu : L'Ombre du Mordor : Hirgon, des capitaines orques
- 2014 : World of Warcraft: Warlords of Draenor : voix additionnelles
- 2014 : Far Cry 4 : Paul "De Pleur" Harmon
- 2014 : Infamous: Second Son : Reggie Rowe
- 2014 : Spider-Man Unlimited : Jack O'Lantern, Morlun, Homme Sable
- 2014 : League of Legends : Azir, The Emperor of the Sands
- 2015 : Battlefield Hardline : Carl Stoddard
- 2015 : Mad Max : Scrotus
- 2015 : StarCraft 2: Legacy of the Void : Karax
- 2015 : Halo 5: Guardians : Frederic-104, Jul 'Mdama
- 2016 : Ratchet and Clank : Grimroth Razz
- 2016 : Batman: The Telltale Series : Harvey Dent / Double-Face
- 2016 : Fire Emblem Fates : Anankos / Garon / Hans / Lloyd
- 2017 : Injustice 2 : Jay Garrick
- 2017 : Fire Emblem Heroes : Camus / Ogma (première voix) / Lon'zu (première voix)
- 2017 : Fortnite : Thor
- 2017 : La Terre du Milieu : L'Ombre de la guerre : Castamir, des capitaines orques
- 2017 : For Honor : Hersir
- 2018 : Spider-Man : Wilson Fisk / le Caïd
- 2018 : Pillars of Eternity II: Deadfire : Tekēhu / Grog Strongjaw
- 2018 : Naruto to Boruto: Shinobi Striker : White Zetsu
- 2018 : Magic: The Gathering : Gideon Jura
- 2019 : Star Wars Jedi: Fallen Order : Jaro Tapal
- 2019 : Kingdom Hearts III : Aced
- 2019 : Catherine: Full Body : Jonathan 'Jonny' Ariga
- 2020 : Spider-Man (Miles Morales) : Wilson Fisk
- 2020 : The Last of Us Part II : Divers
- 2020 : Marvel's Avengers (jeu vidéo) : Thor Odinson
- 2021 : Marvel Future Revolution : Wilson Fisk / Kingpin
- 2022 : Foretales : le narrateur